# Руський Мочар
Руський Мочар — село в Україні, в Закарпатській області, Ужгородському районі. Населення 137 чоловік станом на 2001 рік. Село підпорядковане Розтоцько- Пастільській сільській раді. Розташоване на схід від Великого Березного (районного центру) на західних схилах гірського хребта Явірник.

## Історія
Вважається, що дане село засноване найпізніше на всій Великоберезнянщині.
В 1715 році тут зареєстроване лише одне господарство. Село отримало свою назву від назви глини « мочаристої».
Назва села вперше згадується у 1773 році як Orosz Mocsar. У 1782—1784 та 1913 рр. Він був написаний під іменем Oroszmár.
храм Різдва пр. богородиці. 1775 (?), 1864.
У 1751 р. в Руському Мочарі було 60 здатних до сповіді осіб. Нині в селі є маленька мурована базилічна церква. У селі кажуть, що церкву споруджено в 1775 p., і ця дата була над входом у неї аж до ремонту в 1980-х роках. Напис на одній з ікон свідчить, що церкву споруджено в 1802 р.
Найвірогідніше, храм побудували в 1864 р. (за шематизмом 1915 р.), оскільки в візитації 1751 р. церква в Руській Мочарі не згадують взагалі, а в візитації 1801 р. не згадано про муровану церкву в селі. Але на користь давнішої дати свідчить малий дзвін, відлитий у 1775 р. (два інші дзвони знищили під час Першої світової війни). Великий дзвін відлито на фабриці Ф. Еґрі в 1928 р. за куратора Василя Пайдича. Розповідають, що місцеві євреї допомогли збудувати церкву і виділили ділянку під будівництво. Церква була вкрита дранкою аж до початку 1950-х років, коли дахи перекрили бляхою. У 1980-х роках зробили капітальний ремонт: замінили двері, частину іконостасу, кам'яний престол замінили дерев'яним. У 1991 р. зробили ремонт усередині споруди. Плоску стелю з розписами перетворили на аркову. Повністю замінили старий іконостас, знищили дерев'яні світичі, а дерев'яну люстру замінили скляною. Елементи різьблення до нового іконостасу виконав Й. Волосянський. Збереглися три церковні книги, видані у Львові в 1738 р.
Перед селом стоїть стара мурована каплиця (оновлена в кінці 1980 років). Кажуть, що каплицю збудував якийсь селянин у подяку за своє спасіння. Цього чоловіка переслідували вовки, але дивним чином залишили його саме на тому місці, де тепер стоїть каплиця.
У 1751 році згідно з «Шаматизмом» в селі проживало 60 осіб здатних дати сповідь.

## Географія
Село розташоване біля підніжжя гори Явірник (1021 м).
У селі є бібліотека, клуб, магазин продовольчих товарів та церква УПЦ МП.

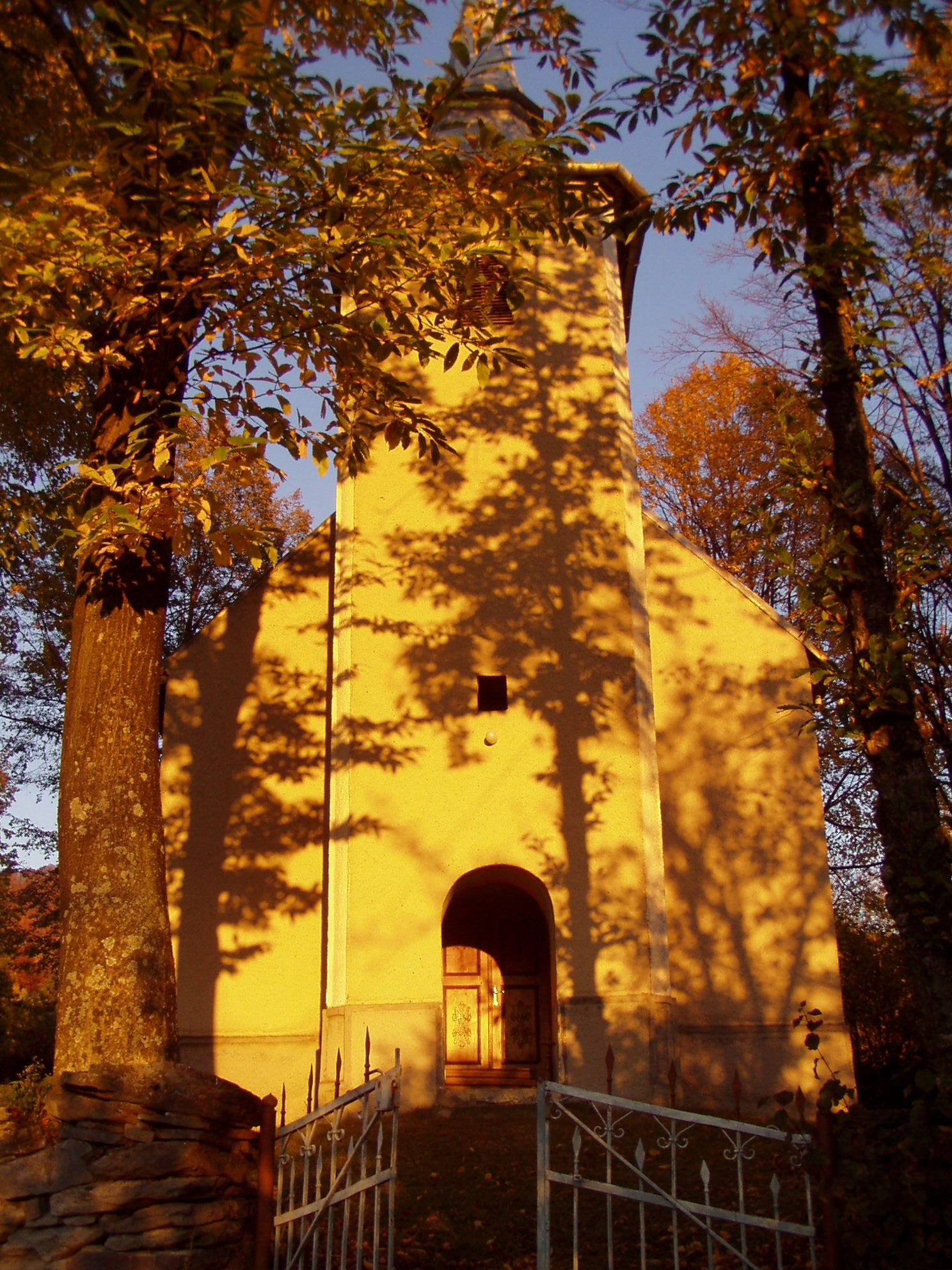
Церква c. Руський Мочар

## Туристичні місця
- храм Різдва пр. богородиці. 1775 (?), 1864.
- мінеральне джерело

## Населення
Згідно з переписом УРСР 1989 року чисельність наявного населення села становила 159 осіб, з яких 82 чоловіки та 77 жінок.
За переписом населення України 2001 року в селі мешкали 124 особи.

### Мова
Розподіл населення за рідною мовою за даними перепису 2001 року:
| Мова       | Чисельність | Відсоток |
| ---------- | ----------- | -------- |
| українська | 136         | 99,27%   |
| російська  | 1           | 0,73%    |
| Усього     | 137         | 100%     |